# Винкфилд, Джеймс
Джеймс «Джимми» Винкфилд (англ. James “Jimmy” Winkfield; 12 апреля 1882, Чайлсбург, штат Кентукки — 23 марта 1974, Мезон-Лаффит, Франция) — жокей и тренер из Кентукки, известен как последний афроамериканец, выигравший скачки Кентукки Дерби (англ. Kentucky Derby) в 1901 и в 1902 годах.

## Биография
Винкфилд родился в Чайлсбурге, Кентукки (англ. Chilesburg, Kentucky), был самым младшим из 17 детей. Его отец был земледельцем, платящим за аренду земли долей урожая, поэтому Винкфилд с детства был знаком с жизнью фермеров. Он научился ездить верхом самостоятельно в 7 лет и бросил школу в седьмом или восьмом классе. Винкфилд начал работать в конюшне, будучи совсем молодым. 10 августа 1898 года в возрасте шестнадцати лет он начал работать жокеем на лошади Жокей Джо (англ. Jockey Joe) на Чикагском ипподроме Готорн (англ. Chicago’s Hawthorne Racetrack). Однажды он спровоцировал столкновение своей лошади с тремя другими в стартовых воротах и за это был отстранен от скачек на год. Винкфилд выиграл свои первые скачки 18 сентября 1899 года и через шесть месяцев занял третье место на Кентукки Дерби. В 1901 году он выиграл 161 скачку. Наиболее значительной была победа в Кентукки Дерби на лошади Его Высокопреосвященство (англ. His Eminence). Он вновь выиграл Кентукки Дерби в 1902 году на лошади Алан-а-Дэйл (англ. Alan-a-Dale) . Винкфилд - последний афроамериканец, выигравший этот приз.
На Кентукки Дерби в 1903 году он занял второе место. В том же 1903 году Винкфилд переехал в Россию и стал работать в конюшне, которая управлялась американцами. Кроме новой работы, у него было множество причин для переезда: расовая дискриминация, ограничивающая возможности трудоустройства, угрозы Ку-клукс-клана, а также тот факт, что у Винкфилда был контракт с одним владельцем лошадей, в то время как он ездил на лошади другого.

## Успех в Европе
В течение нескольких лет Винкфилд пять раз выиграл приз «Российский Окс» (окс - «женский» аналог дерби), четыре раза Большой Всероссийский приз (Дерби), три раза Приз императора и дважды Варшавское Дерби. Начиная с 1909 года, он участвовал в скачках в Австрии и Германии (владельцами лошадей были польский принц и немецкий барон), и выиграл в 1909 году скачки «Гроссер Прейс фон Баден» (нем. Großer Preis von Baden) в Германии. Винкфилд вернулся в Россию в 1913 году, где он стал зарабатывать 25 000 рублей в год плюс 10 процентов всех призовых. Максимальная зарплата достигала  100 000 рублей. Винкфилд вскоре стал знаменитым в России и в Европе благодаря своему успеху в скачках и своей внешности. Афроамериканцев почти не было в Восточной Европе, поэтому незнакомые люди часто прикасались к его коже, чтобы проверить, не сотрётся ли её чёрный цвет. Тем не менее, его внучка рассказывала, что это его совсем не обижало. Кроме того, Винкфилд был весьма экстравагантным - он жил в роскошных гостиничных номерах, ел икру на завтрак и у него был камердинер. Винкфилд даже женился на русской баронессе Александре. Со временем он научился разговаривать на шести языках: русском, немецком, французском, итальянском, польском и испанском.

## Октябрьская революция и конец жизни
Экстравагантный стиль жизни Винкфилда закончился в 1917 году, когда в России произошла Октябрьская революция. Новая власть запретила лошадиные скачки, так как это был спорт аристократии. Тогда Винкфилд переехал в Одессу (в которой в то время не было большевиков), где он с одним польским аристократом попытался спасти 200 лошадей, перегнав их через границу с Польшей. По дороге они организовывали скачки, чтобы заработать денег. Им приходилось притворяться бедными, чтобы не вызывать подозрений. К сожалению, они вынуждены были питаться кониной, чтобы выдержать такое путешествие.
Они смогли добраться до Варшавы, но лошади уже так ослабли, что больше не могли участвовать в скачках, и в течение года их пришлось забить на мясо. Винкфилд переехал в Париж в 1920 году и снова стал жокеем. Он выиграл множество скачек, включая Приз Президента Республики (франц. Prix du Président de la République), Гран-при Довиль (франц. Grand Prix de Deauville) и Приз Эжена Адама (франц. Prix Eugene Adam). Его русская жена умерла в 1921 году, и он вскоре женился на Лидии де Минквиц.
В 1930 году Винкфилд закончил работать жокеем, выиграв около 2600 скачек. На свои средства он построил конюшню в Мезон-Лаффитте, где и начал свою вторую успешную карьеру как тренер лошадей. Спокойная жизнь Винкфилда закончилась, когда нацисты захватили Францию. Так как он всё ещё был гражданином США, в 1940 году ему вместе с семьёй удалось эвакуироваться в Соединенные Штаты с помощью Красного Креста. Ему вновь пришлось искать работу; так он стал строителем в Управлении общественных работ США (англ. Federal Works Progress Administration). Винкфилду в то время было почти 60 лет, и он красил волосы кремом для обуви, чтобы скрыть седину. В конце концов он нашёл работу на конюшне.
В 1953 году Винкфилд вернулся во Францию, чтобы продать свою ферму. Его бывшие соратники убедили его остаться, и он жил во Франции до конца жизни, иногда посещая свою семью в США.
В 1961 году Национальная ассоциация писателей (англ. National Turf Writers Association) пригласила Винкфилда на банкет в Луисвилл, Кентукки (англ. Louisville, Kentucky). В гостиницу, где проходило это мероприятие, его не хотели пускать из-за расовой дискриминации, пока не вмешались знающие его люди.

## Личная жизнь
Винкфилд был женат два раза. От первой русской жены Александры у него родился сын Джордж, который умер в 1931 году. Сама Александра умерла ещё раньше в 1921 году, и Винкфилд женился на француженке Лидии в 1922. У них родилось двое детей: Роберт и Лилиан. Лидия умерла в 1958 году, а Роберт - в 1977. Лилиан сейчас живёт в Цинциннати, Огайо, США (англ. Cincinnati, Ohio). Его внучка Эми стала ветеринаром и специализируется на лечении лошадей.

## Память о Винкфилде в США
В 2003 году информацию о Винкфилде включили в экспозицию Музея Кентукки Дерби. 9 августа 2004 года Винкфилда включили в экспозицию Национального музея скачек и Зал Славы (англ. National Museum of Racing and Hall of Fame) в Саратога-Спрингс, Нью-Йорк, США (англ. Saratoga Springs, New York). С 2005 года на Ипподроме Акведук (англ. Aqueduct Racetrack) в Квинсе, Нью-Йорк (англ. Queens, New York) проводятся скачки имени Джимми Винкфилда. В этом же году Палата представителей Соединенных Штатов приняла резолюцию в честь Винкфилда.